# 櫟樹王冠勳章
櫟樹王冠勳章（法语：Ordre de la Couronne de chêne，德语：Eichenlaubkronenorden，卢森堡语：Eechelaafkrounenuerden）是卢森堡大公国的勳章。分為大十字、大军官、指挥官、军官、骑士五個勳位級別。

## 勳位級別
- Grand-croix（大十字）
- Grand Officier（大军官）
- Commandeur（指挥官）
- Officier（军官）
- Chevalier（骑士）

## 外部鏈接
- 櫟樹王冠勳章